# Ekstraliga polska w rugby union (2011/2012)
Ekstraliga polska w rugby union (2011/2012) – pięćdziesiąty szósty sezon najwyższej klasy rozgrywek klubowych rugby union drużyn piętnastoosobowych mężczyzn w Polsce. Tytuł mistrza Polski zdobyła Lechia Gdańsk, która w finale pokonała  Budowlanych SA Łódź. Trzecie miejsce zajęła Arka Gdynia.

## System rozgrywek
Sezon 2011/2012 rozegrano w dwóch fazach. W pierwszej wszystkie osiem drużyn rozgrywało spotkania systemem ligowym, każdy z każdym, mecz i rewanż. W drugiej fazie cztery najlepsze zespoły z pierwszej rozegrały dwumecze półfinałowe, których zwycięzcy spotkali się w finale, a przegrani w meczu o trzecie miejsce. Ponadto piąta z szóstą drużyną pierwszej fazy rozgrywały mecz o piąte miejsce, a siódma z ósmą dwumecz o siódme miejsce i utrzymanie w Ekstralidze – przegrywający spadał do I ligi. Sezon trwał od 20 sierpnia 2011 do 24 czerwca 2012.

## Uczestnicy rozgrywek
Do rozgrywek w sezonie 2011/2012 przystąpiło 8 drużyn:
- Arka Gdynia,
- Budowlani SA Łódź,
- Lechia Gdańsk,
- Budowlani Lublin,
- Orkan Sochaczew,
- Posnania Poznań,
- Juvenia Kraków,
- AZS AWF Warszawa[1].

## Pierwsza faza
Wyniki spotkań:
|                   | Arka Gdynia | Budowlani SA Łódź | Lechia Gdańsk | Budowlani Lublin | Orkan Sochaczew | Posnania Poznań | Juvenia Kraków | AZS AWF Warszawa |
| Arka Gdynia       | –           | 13:26             | 14:22         | 28:13            | 44:5            | 44:8            | 125:0          | 27:6             |
| Budowlani SA Łódź | 20:13       | –                 | 46:12         | 78:7             | 54:10           | 57:3            | 45:0           | 57:0             |
| Lechia Gdańsk     | 14:17       | 25:27             | –             | 38:8             | 76:3            | 32:15           | 104:6          | 67:0             |
| Budowlani Lublin  | 21:24       | 3:17              | 0:45          | –                | 27:18           | 24:38           | 32:12          | 57:14            |
| Orkan Sochaczew   | 12:16       | 17:33             | 20:23         | 40:5             | –               | 53:19           | 59:11          | 73:7             |
| Posnania Poznań   | 3:19        | 6:43              | 20:32         | 33:8             | 27:15           | –               | 29:17          | 48:17            |
| Juvenia Kraków    | 9:39        | 9:90              | 6:29          | 14:12            | 25:27           | 13:19           | –              | 13:19            |
| AZS AWF Warszawa  | 19:62       | 10:87             | 10:91         | 12:10            | 12:36           | 17:27           | 30:5           | –                |

Tabela (w kolorze zielonym wiersze z drużynami, które awansowały do półfinałów, na żółto z drużynami, które zagrały w dwumeczu o utrzymanie):
| Pozycja | Drużyna           | Mecze | Wygrane | Remisy | Porażki | Bilans punktów | Punkty bonusowe | Punkty razem |
| ------- | ----------------- | ----- | ------- | ------ | ------- | -------------- | --------------- | ------------ |
| 1.      | Budowlani SA Łódź | 14    | 14      | 0      | 0       | 680:128        | 10              | 66           |
| 2.      | Lechia Gdańsk     | 14    | 11      | 0      | 3       | 613:191        | 112             | 55           |
| 3.      | Arka Gdynia       | 14    | 11      | 0      | 3       | 485:178        | 9               | 53           |
| 4.      | Posnania Poznań   | 14    | 7       | 0      | 7       | 292:394        | 6               | 34           |
| 5.      | Orkan Sochaczew   | 14    | 6       | 0      | 8       | 388:379        | 7               | 31           |
| 6.      | Budowlani Lublin  | 14    | 3       | 0      | 11      | 227:411        | 6               | 18           |
| 7.      | AZS AWF Warszawa  | 14    | 3       | 0      | 11      | 173:660        | 1               | 13           |
| 8.      | Juvenia Kraków    | 14    | 1       | 0      | 13      | 140:659        | 3               | 7            |

## Druga faza

### Dwumecz o siódme miejsce
Wynik pierwszego meczu o siódme miejsce:
|                                                                                 | RzKS Juvenia Kraków                                                                                        | 17:24(12:7) | AZS AWF Warszawa | Sędzia: Mirosław Szczepański |
| Grzegorz Gołębiowski 7 (P pd), Grzegorz Zawojski 5 (P), Maciej Sokołowski 5 (P) | Tomasz Gołąb 5 (P), Michał Kępa 5 (P), Piotr Nowakowski 5 (P), Damian Klimek 5 (P), Jacek Grygułło 4 (2pd) | 17:24(12:7) |                  | Sędzia: Mirosław Szczepański |

Wynik meczu rewanżowego o siódme miejsce:
|                                                                                     | AZS AWF Warszawa                                                                                | 22:24(17:14) | RzKS Juvenia Kraków | Sędzia: Marcin Zeszutek |
| Wojciech Grygułło 10 (2P), Tomasz Gołąb 5 (P), Jan Cal 5 (P), Jacek Grygułło 2 (pd) | Grzegorz Gołębiowski 9 (P 2pd), Tomasz Świadek 5 (P), Konrad Jarosz 5 (P), S. Szczepański 5 (P) | 22:24(17:14) |                     | Sędzia: Marcin Zeszutek |

### Mecz o piąte miejsce
Wynik meczu o piąte miejsce:
| | RC Orkan Sochaczew | 45:5(24:0) | KS Budowlani Lublin | Sędzia: Dariusz Reks |
| Wojciech Krześniak 10 (2P), Konrad Pietrzyk 8 (4pd), Maciej Brażuk 5 (P), Piotr Wylot 5 (P), Michał Ojdowski 5 (P), Robert Pawelec 5 (P), Marcin Stencel 5 (P), Bogdan Wróbel 2 (pd) | Michał Węzka 5 (P) | 45:5(24:0) |                     | Sędzia: Dariusz Reks |
| Piotr Pietrzyk | Arkadiusz Ziemniak | 45:5(24:0) |                     | Sędzia: Dariusz Reks |

### Dwumecze półfinałowe o miejsca 1–4
Wyniki pierwszych meczów półfinałowych:
|                                                                                | KS Posnania Poznań                                                                                 | 15:34(10:14) | Blachy Pruszyński Budowlani SA Łódź | Sędzia: Kacper Michałkiewicz |
| Robert Bosiacki 5 (P), Sebastian Gruszczyński 5 (P), Mateusz Szczepaniak 5 (P) | Teimuraz Sochadze 19 (2pd 5K), Kamil Bobryk 5 (P), Maciej Pabjańczyk 5 (P), Sebastian Łuczak 5 (P) | 15:34(10:14) |                                     | Sędzia: Kacper Michałkiewicz |
| Krzysztof Jakubowski · Dominik Machlik (trener)                                | | 15:34(10:14) |                                     | Sędzia: Kacper Michałkiewicz |

|                                                     | RC Arka Gdynia | 16:34(3:17) | RC Lechia Gdańsk | Sędzia: Tomasz Jarowicz |
| Dawid Banaszek 11 (pd dg 2K), Rafał Szerejber 5 (P) | Dawid Popławski 9 (3pd K), Sławomir Kaszuba 5 (P), Rafał Sajur 5 (P), Tomasz Hebda 5 (P), Robert Kwiatkowski 5 (P), Piotr Jurkowski 5 (P) | 16:34(3:17) |                  | Sędzia: Tomasz Jarowicz |

Wyniki rewanżowych meczów półfinałowych:
| | Blachy Pruszyński Budowlani SA Łódź                                    | 53:14(20:0) | KS Posnania Poznań | Sędzia: Tomasz Jarowicz |
| Teimuraz Sochadze 23 (2P 5pd K), Dominik Skwarciak 5 (P), Władysław Grabowski 5 (P), Dariusz Kaniowski 5 (P), Tomasz Kozakiewicz 5 (P), Paweł Kotasa 5 (P), Grzegorz Dułka 5 (P) | Patryk Wyrwas 5 (P), Leszek Krysztofiak 5 (P), Mateusz Adamski 4 (2pd) | 53:14(20:0) |                    | Sędzia: Tomasz Jarowicz |

| | RC Lechia Gdańsk                                                                        | 33:19(11:12) | RC Arka Gdynia | Sędzia: Kacper Michałkiewicz |
| Rafał Janeczko 10 (2pd 2K), Michał Krużycki 5 (P), Piotr Piszczek 5 (P), Marek Płonka 5 (P), Karol Hedesz 5 (P), Jurij Buchało 3 (dg) | Paweł Dąbrowski 5 (P), Mariusz Motyl 5 (P), Marek Skindel 5 (P), Dawid Banaszek 4 (2pd) | 33:19(11:12) |                | Sędzia: Kacper Michałkiewicz |

### Mecz o trzecie miejsce
Wynik meczu o trzecie miejsce:
| 23 czerwca 2012 | RC Arka Gdynia | 33:24(7:17) | KS Posnania Poznań                                                                         | Sędzia: Marcin Zeszutek |
| 23 czerwca 2012 | Paweł Dąbrowski 10 (2P), Dawid Banaszek 8 (4pd), Robert Andrzejczuk 5 (P), Arkadiusz Zdunek 5 (P), Rafał Szrejber 5 (P) | 33:24(7:17) | Mateusz Adamski 9 (3pd K), Tomasz Nowak 5 (P), Dariusz Schnaider 5 (P), Dominik Zdun 5 (P) | Sędzia: Marcin Zeszutek |
| 23 czerwca 2012 | Kamil Simionkowski · Sergo Kwernadze                                                                                    | 33:24(7:17) |                                                                                            | Sędzia: Marcin Zeszutek |

### Finał
Wynik finału:
| 24 czerwca 2012 | Blachy Pruszyński Budowlani SA Łódź                    | 22:27(6:7) | RC Lechia Gdańsk                                                           | stadion Widzewa Łódź, Łódź Sędzia: Tomasz Jarowicz |
| 24 czerwca 2012 | Teimuraz Sochadze 17 (pd 5K), Tomasz Kozakiewicz 5 (P) | 22:27(6:7) | David Chartier 12 (3pd 2K), Robert Kwiatkowski 10 (2P), Tomasz Hebda 5 (P) | stadion Widzewa Łódź, Łódź Sędzia: Tomasz Jarowicz |

## Klasyfikacja końcowa
Klasyfikacja końcowa Ekstraligi (na czerwono wiersz z drużyną, która spadła do I ligi):
| Pozycja | Drużyna           |
| ------- | ----------------- |
| 1.      | Lechia Gdańsk     |
| 2.      | Budowlani SA Łódź |
| 3.      | Arka Gdynia       |
| 4.      | Posnania Poznań   |
| 5.      | Orkan Sochaczew   |
| 6.      | Budowlani Lublin  |
| 7.      | AZS AWF Warszawa  |
| 8.      | Juvenia Kraków    |

## I i II liga
Równolegle z rozgrywkami Ekstraligi rywalizowały drużyny na dwóch niższych poziomach ligowych: w I i II lidze.
Końcowa klasyfikacja I ligi (na zielono wiersz z drużyną, która awansowała do Ekstraligi):
| Poz. | Drużyna                |
| ---- | ---------------------- |
| 1    | Pogoń Siedlce          |
| 2    | Ogniwo Sopot           |
| 3    | Czarni Pruszcz Gdański |
| 3    | Skra Warszawa          |
| 5    | Arka II Gdynia         |
| 6    | BBRC Łódź              |

Końcowa klasyfikacja II ligi:
| Poz. | Drużyna                |
| ---- | ---------------------- |
| 1    | Frogs Warszawa         |
| 2    | Alfa Bydgoszcz         |
| 3    | RC Częstochowa         |
| 4    | Wda Świecie            |
| 5    | Posnania II Poznań     |
| 6    | AZS UR RC Zielona Góra |

## Inne rozgrywki
W finale rozgrywanego w tym sezonie Pucharu Polski Budowlani SA Łódź pokonali Lechię Gdańsk 24:19. W zakończonych w 2012 rozgrywkach w kategoriach młodzieżowych mistrzostwo Polski juniorów zdobył Orkan Sochaczew, a mistrzostwo Polski kadetów KS Budowlani Łódź.